# Championnat de Hongrie de football 2002-2003
Navigation
Saison précédente Saison suivante
La saison 2002-2003 du Championnat de Hongrie de football est la 103e édition du championnat de première division en Hongrie. Les douze meilleurs clubs du pays sont regroupés au sein d'une poule unique, où ils s'affrontent deux fois au cours de la saison, à domicile et à l'extérieur. À l'issue de cette première phase, les 6 premiers disputent la poule pour le titre, les 6 derniers la poule de relégation qui voit les deux derniers être relégués et remplacés par les deux meilleurs clubs de II. Osztályú Bajnokság, la deuxième division hongroise.
C'est le club du MTK Hungaria FC qui remporte le championnat cette saison, après avoir terminé en tête de la poule finale, avec 8 points d'avance sur le Ferencváros TC et 13 sur le Debrecen VSC. C'est le 22e titre de champion de Hongrie de l'histoire du club.
Le tenant du titre, le Zalaegerszeg TE FC, ne termine qu'à la 7e place du classement, en tête de la poule de relégation.

## Les 12 clubs participants
| - BFC Siófok - Promu de II. Osztályú Bajnokság - Ferencváros TC - Kispesti Honvéd FC - Újpest TE - Békéscsaba 1912 Előre SE - Promu de II. Osztályú Bajnokság - Debrecen VSC | - Videoton FC Fehérvár - Zalaegerszeg TE FC - Győri ETO FC - MTK Budapest FC - MATÁV SC Sopron - Dunaferr SE |

## Compétition
Le barème utilisé pour établir le classement est le suivant :
- Victoire : 3 points
- Match nul : 1 point
- Défaite : 0 point

### Première phase
| Rang | Équipe                       | Pts | J  | G  | N | P  | Bp | Bc | Diff |
| ---- | ---------------------------- | --- | -- | -- | - | -- | -- | -- | ---- |
| 1    | Ferencváros TC               | 48  | 22 | 15 | 3 | 4  | 41 | 17 | +24  |
| 2    | MTK Hungária FC              | 47  | 22 | 14 | 5 | 3  | 42 | 21 | +21  |
| 3    | Újpest TE                    | 40  | 22 | 12 | 4 | 6  | 45 | 29 | +16  |
| 4    | Debrecen VSC                 | 39  | 22 | 10 | 9 | 3  | 44 | 30 | +14  |
| 5    | BFC Siófok (P)               | 32  | 22 | 8  | 8 | 6  | 28 | 27 | +1   |
| 6    | Győri ETO FC                 | 32  | 22 | 9  | 5 | 8  | 35 | 35 | 0    |
| 7    | Zalaegerszeg TE FC (T)       | 30  | 22 | 8  | 6 | 8  | 37 | 36 | +1   |
| 8    | Videoton FC Fehérvár         | 27  | 22 | 7  | 6 | 9  | 29 | 30 | -1   |
| 9    | MATÁV SC Sopron              | 23  | 22 | 6  | 5 | 11 | 33 | 36 | -3   |
| 10   | Dunaferr SE                  | 18  | 22 | 4  | 6 | 12 | 28 | 43 | -15  |
| 11   | Kispesti Honvéd FC           | 15  | 22 | 4  | 3 | 15 | 27 | 51 | -24  |
| 12   | Békéscsaba 1912 Előre SE (P) | 14  | 22 | 4  | 2 | 16 | 25 | 59 | -34  |

|  | Qualification pour la poule pour le titre               |
|  | Participation à la poule de relégation                  |
|  | (T) Tenant du titre (P) Promu de II. Osztályú Bajnokság |

### Deuxième phase

#### Poule pour le titre
| Rang | Équipe             | Pts | J  | G  | N  | P  | Bp | Bc | Diff |
| ---- | ------------------ | --- | -- | -- | -- | -- | -- | -- | ---- |
| 1    | MTK Hungária FC    | 66  | 32 | 20 | 6  | 6  | 59 | 34 | +25  |
| 2    | Ferencváros TC (C) | 58  | 32 | 19 | 7  | 6  | 50 | 24 | +26  |
| 3    | Debrecen VSC       | 53  | 32 | 13 | 14 | 5  | 57 | 38 | +19  |
| 4    | Újpest TE          | 52  | 32 | 15 | 7  | 10 | 54 | 41 | +13  |
| 5    | BFC Siófok (P)     | 47  | 32 | 12 | 11 | 9  | 46 | 44 | +2   |
| 6    | Győri ETO FC       | 36  | 32 | 9  | 9  | 14 | 41 | 50 | -9   |

|  | Qualification pour la Ligue des champions 2003-2004                          |
|  | Qualification pour la Coupe UEFA 2003-2004                                   |
|  | Qualification pour la Coupe Intertoto 2003                                   |
|  | (C) : Vainqueur de la Coupe de Hongrie (P) : Promu de II. Osztályú Bajnokság |

#### Poule de relégation
| Rang | Équipe                       | Pts | J  | G  | N | P  | Bp | Bc | Diff |
| ---- | ---------------------------- | --- | -- | -- | - | -- | -- | -- | ---- |
| 1    | Zalaegerszeg TE FC (T)       | 53  | 32 | 15 | 8 | 9  | 62 | 49 | +13  |
| 2    | Videoton FC Fehérvár         | 40  | 32 | 11 | 7 | 14 | 46 | 41 | +5   |
| 3    | MATÁV SC Sopron              | 36  | 32 | 9  | 9 | 14 | 47 | 54 | -7   |
| 4    | Békéscsaba 1912 Előre SE (P) | 32  | 32 | 9  | 5 | 18 | 42 | 71 | -29  |
| 5    | Kispesti Honvéd FC           | 29  | 32 | 8  | 5 | 19 | 43 | 66 | -23  |
| 6    | Dunaferr SE                  | 20  | 32 | 4  | 8 | 20 | 37 | 72 | -35  |

|  | Qualification pour la Coupe Intertoto 2003                |
|  | Relégation directe en II. Osztályú Bajnokság              |
|  | (T) Tenant du titre (P) : Promu de II. Osztályú Bajnokság |

## Bilan de la saison
| Championnat de Hongrie de football 2002-2003           |                             |
| Champion                                               | MTK Hungaria FC (27e titre) |
| Coupes et trophées                                     |                             |
| Vainqueur de la Coupe de Hongrie 2002-2003             | Ferencváros TC              |
| Qualifications continentales                           |                             |
| Ligue des champions 2003-2004 2e tour de qualification | MTK Hungaria FC             |
| Coupe UEFA 2003-2004                                   | Debrecen VSC                |
| Coupe UEFA 2003-2004                                   | Ferencváros TC              |
| Coupe Intertoto 2003                                   | Videoton FC Fehérvár        |
| Coupe Intertoto 2003                                   | Győri ETO FC                |
| Promotions et relégations                              |                             |
| Promus en Nemzeti Bajnokság I                          | Szombathelyi Haladás        |
| Promus en Nemzeti Bajnokság I                          | Pécsi Mecsek FC             |
| Relégués en II. Osztályú Bajnokság                     | Kispesti Honvéd FC          |
| Relégués en II. Osztályú Bajnokság                     | Dunaferr SE                 |